# Nuculana hamata
Nuculana hamata är en musselart som först beskrevs av Carpenter 1864.  Nuculana hamata ingår i släktet Nuculana och familjen tandmusslor. Inga underarter finns listade i Catalogue of Life.